# فینال جام حذفی فوتبال انگلستان ۱۹۴۷

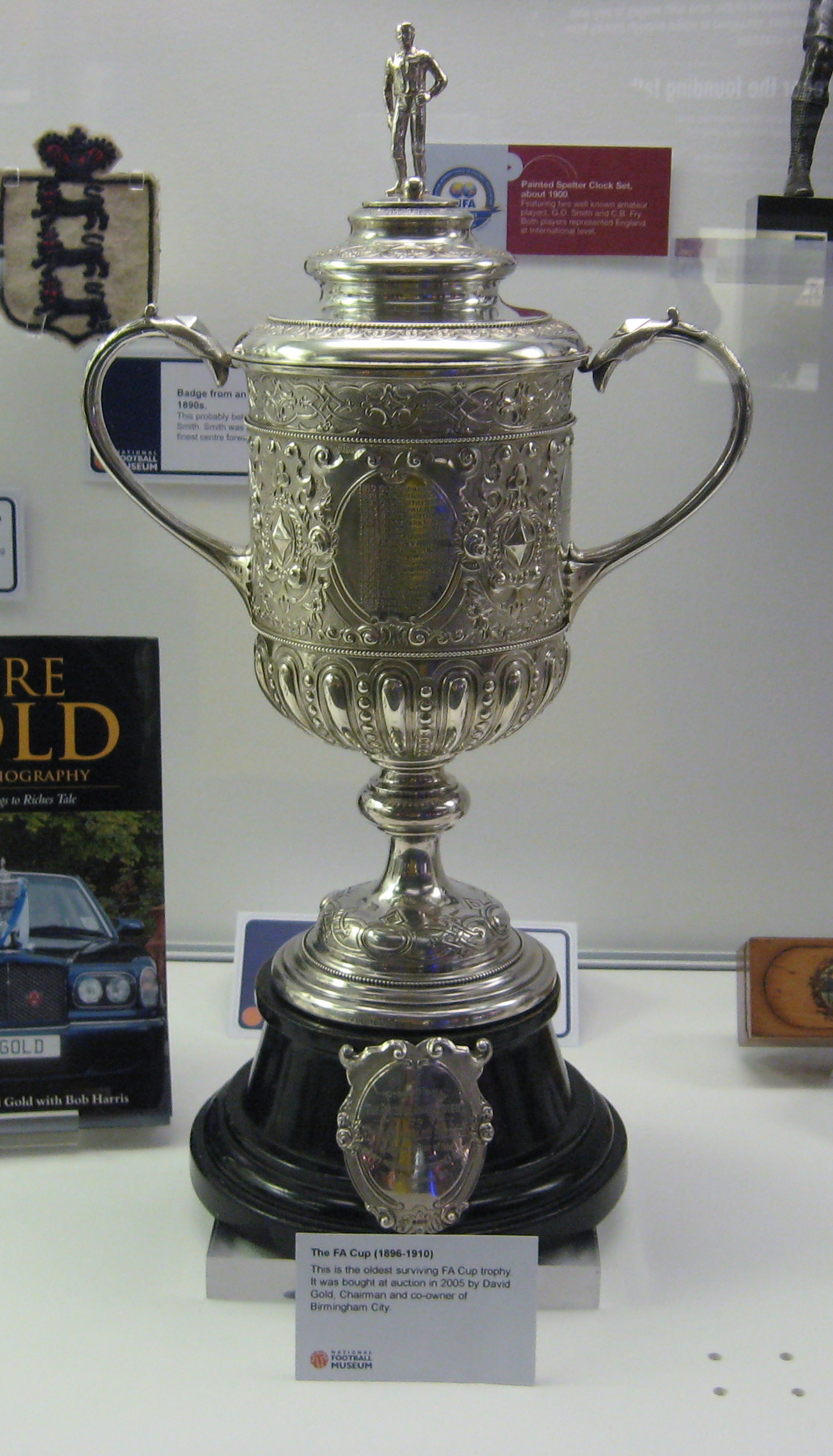
تصویر جام فینال جام حذفی فوتبال انگلستان ۱۹۴۷

فینال جام حذفی فوتبال انگلستان ۱۹۴۷، رقابت پایانی جام حذفی فوتبال انگلستان در سال ۱۹۴۷ میلادی است که مابین دو تیم باشگاه فوتبال چارلتون و باشگاه فوتبال بارنلی در ورزشگاه ومبلی لندن برگزار شده‌است.
این مسابقه که در تاریخ ۲۶ آوریل ۱۹۴۷ انجام شده‌است با نتیجه ۱ بر ۰ به سود تیم باشگاه فوتبال چارلتون به پایان رسید.